# Ђачана (Ровиго)
Ђачана је насеље у Италији у округу Ровиго, региону Венето.
Према процени из 2011. у насељу је живело 32 становника. Насеље се налази на надморској висини од 10 м.